# طاهر زكريا
طاهر زكريا (مواليد 12 أغسطس 1988) هو لاعب كرة قدم قطري يلعب في خط الدفاع حالياً مع نادي الريان.
لعب سابقاً مع أندية السد والشمال و الريان والأهلي و الشحانية .
لعب مباراتين مع منتخب قطر .

## روابط خارجية
- طاهر زكريا على موقع الاتحاد الدولي (مؤرشف)  (الإنجليزية)
- طاهر زكريا على موقع ناشيونال فوتبول تيمز (الإنجليزية)